# Cosmin Contra
Cosmin Marius Contra (* 15. Dezember 1975 in Timișoara) ist ein ehemaliger rumänischer Fußballspieler und derzeitiger -trainer. Der Außenverteidiger bestritt insgesamt 372 Spiele in der rumänischen Liga 1, der spanischen Primera División, der italienischen Serie A und der englischen Premier League. Von 2017 bis 2019 war er Trainer der rumänischen Nationalmannschaft.

## Spielerkarriere

### Verein
Cosmin Contra startete seine Karriere als Profifußballer bei Politehnica Timișoara, wo er bereits im Alter von 17 Jahren zum Kader der ersten Mannschaft gehörte und am 26. Februar 1994 beim Heimspiel gegen UTA Arad in der Divizia A debütierte. Nach drei Jahren verließ er seine Heimatmannschaft Anfang 1999 in Richtung Dinamo Bukarest. Dort wurde er auf der Verteidigerposition zum Stammspieler. Für 800.000 US-Dollar wechselte Cosmin Contra im Sommer 1999 zum spanischen Erstligisten Deportivo Alavés, wo er bei der erfolgreichen UEFA-Pokal-Saison 2000/01 dabei war. Erst im Finale musste die Mannschaft sich knapp mit 4:5 n. V. dem Team des FC Liverpool geschlagen geben.
Im Anschluss empfahl er sich für höhere Aufgaben. Nach einer Saison als Stammspieler beim AC Mailand kehrte er 2002 nach Spanien zurück. Bei Atlético Madrid stand er von 2002 bis 2005 unter Vertrag, setzte sich bei den „Colchoneros“ jedoch nie durch. In der Hinrunde 2004/05 war er an den englischen Erstligisten West Bromwich Albion ausgeliehen. Auch dort hatte er Probleme, so dass der Verein sich dazu entschloss, ihn für die Rückrunde in seine rumänische Heimatstadt an den FCU Politehnica Timișoara auszuleihen. Nach der Saison wechselte er zum FC Getafe, mit dem er 2007 das Finale der Copa del Rey erreichte. In der Winterpause der Saison 2009/10 kehrte er in seine Heimat zurück und heuerte im Januar 2010 beim FC Timișoara aus seiner Geburtsstadt Timișoara an. Am 15. September 2010 wurde Contra Spielertrainer des FC Timișoara als Nachfolger von Vladimir Petrović, der zum Nationaltrainer der serbischen Fußballnationalmannschaft berufen worden war. Nach elf Ligaspielen ohne Niederlage wurde er von Marian Iancu, dem Mäzen des Vereins, am 4. Dezember 2010 entlassen, weil er sich über dessen Einmischung in die sportlichen Belange öffentlich beschwert hatte.

### Nationalmannschaft
In 73 Länderspielen seit 1996 gelangen Cosmin Contra sieben Tore für die rumänische Nationalmannschaft. Er gehörte bei den Fußball-Europameisterschaften 2000 und 2008 zum Kader Rumäniens. Nach dem WM-Qualifikationsspiel gegen Österreich am 1. April 2009 beendete er seine Karriere in der Nationalmannschaft. Der Rücktritt sollte allerdings nur von kurzer Dauer sein, denn im September 2010 berief der rumänische Nationaltrainer Răzvan Lucescu Contra wieder in sein Aufgebot. Das Heimspiel am 3. September 2010 gegen Albanien war das letzte Länderspiel Contras.

## Trainerkarriere
Ab 15. September 2010 war Contra zunächst Spielertrainer seines Vereins FC Timișoara, bevor er sich ganz der Trainertätigkeit widmete. Am 4. Dezember 2010 wurde er nach einer Auseinandersetzung mit Eigentümer Marian Iancu entlassen. Er kehrte nach Spanien zurück und wurde Cheftrainer des CF Fuenlabrada in der Segunda División B. Am 29. Oktober 2012 erhielt er die Möglichkeit, den rumänischen Klub Petrolul Ploiești in der Liga 1 zu übernehmen. Dort gewann er mit dem Pokalsieg 2013 seinen ersten Titel als Trainer. In der dritten Qualifikationsrunde zur Europa League 2013/14 konnte er sich mit seinem Team zunächst gegen Vitesse Arnheim durchsetzen, schied in der Play-off-Runde aber gegen Swansea City aus.
Am 10. März 2014 verließ er Petrolul, um am Tag darauf einen Vertrag beim spanischen Erstligisten FC Getafe als Nachfolger von Luis García zu unterschreiben. Anfang Januar 2015 übernahm Contra den chinesischen Erstligisten Guangzhou R&F F.C.
Als Nachfolger von Christoph Daum wurde Contra im September 2017 Trainer der rumänischen Nationalmannschaft. Nachdem die direkte Qualifikation für die Europameisterschaft 2020 nicht erreicht wurde, erklärte er im November 2019 seinen Rücktritt.
Im Sommer 2020 übernahm er erneut Dinamo Bukarest, wo er einen Zweijahresvertrag unterzeichnete. Infolge finanzieller Schwierigkeiten und ausstehender Zahlungen verließ er den Verein bereits im Dezember 2020 wieder.
Im Sommer 2021 wurde Cosma als Trainer von Al Ittihad vorgestellt. Nachdem seine Mannschaft in der saudischen Meisterschaft einen zwischenzeitlichen Vorsprung von elf Punkten auf Al-Hilal verspielt hatte und Zweiter wurde, wurde Contras Engagement beendet.
Im März 2023 übernahm er den Trainerposten bei einem weiteren saudischen Verein, dem Damac FC.

## Erfolge
Mit seinen Vereinen
- 1999: Rumänischer Vizemeister
- 2001: UEFA-Pokal-Finalist
- 2007: Copa-del-Rey-Finalist
- 2008: Copa del Rey-Finalist

Persönliche Auszeichnungen
- 2001: Rumänischer Fußballer des Jahres
- 2001: UEFA Team of the Year

Als Trainer
- 2013: Rumänischer Pokalsieger
- 2017: Rumänischer Ligapokal-Sieger
- 2022: Saudi-arabischer Vizemeister

## Ehrungen
Am 29. Januar 2002 wurde Cosmin Contra der Titel Ehrenbürger der Stadt Timișoara verliehen.

## Sonstiges
Seit September 2006 ist Contra in Besitz eines spanischen Passes.